# Ruta Nacional 36 (Colombia)
La Ruta Nacional 36 es una ruta colombiana de tipo transversal que inicia en el municipio de Chaparral, departamento del Tolima y finaliza en el municipio de Guamo, departamento del Tolima donde cruza con el tramo 4507 de la Ruta Nacional 45. Es una ruta que conecta los municipios andinos del Tolima con la Ruta Nacional 45 que permite su conexión con el resto del país. 

## Antecedentes
La ruta fue establecida en la Resolución 3700 de 1995 teniendo como punto de inicio el municipio de Buga , departamento del Valle del Cauca y como punto final algún sitio de cruce con Ruta Nacional 65 sobre el municipio de Granada en el departamento del Meta. Dicho trazado inicial pretendía elaborar una vía de Conexión con El Valle del Cauca y los Llanos orientales Atravesando los Departamentos del Valle del Cauca, Tolima, Huila y el Meta permitiendo así un paso alternativo en la Cordillera Central. Sin embargo, la Resolución 339 de 1999 redefinió la ruta donde los sectores entre Buga-Chaparral y Guamo-Cruce Ruta 65 (Granada) fueron eliminados. 

## Descripción de la ruta
La ruta posee una longitud total de 82,76 km. aproximadamente dividida de la siguiente manera:

### Ruta actual[1]
| Código | Tipo  | Recorrido          | Clasificación SINC             | PR Inicial | PR Final | Longitud km. |
| ------ | ----- | ------------------ | ------------------------------ | ---------- | -------- | ------------ |
| 3602   | Tramo | Chaparral - Ortega | Alternas Buga - Puerto Inirida | 1+0000     | 47+0514  | 46,51        |
| 3603   | Tramo | Ortega - Guamo     | Alternas Buga - Puerto Inirida | 0+0000     | 36+0253  | 36,25        |

- Total kilómetros a cargo de INVIAS: 82,76 km.
- Total Kilómetros en concesión por la ANI: 0 km.
- Total Kilómetros en concesión departamental: 0 km.
- Total tramos (incluido tramos alternos): 2
- Total pasos o variantes: 0
- Total ramales: 0
- Total subramales: 0
- Porcentaje de vía en Doble Calzada: 0%
- Porcentaje de Vía sin pavimentar: 0%

### Ruta eliminada o anterior
| Código | Tipo  | Recorrido                                     | Situación Actual |
| ------ | ----- | --------------------------------------------- | --- |
| 3601   | Tramo | Buga - Maito                                  | - 25VL17 Carretera Terciaria Departamental (Buga - Barragán) - 25VL22 Carretera Terciaria Departamental (Barragán - Límite Valle-Tolima) - Sin Nomenclatura Carretera Terciaria Municipal (Límite Valle-Tolima - Roncesvalles) - 43TL01 Carretera Secundaria Departamental (Roncesvalles - Los Guayabos) - 4304 Carretera Secundaria Departamental (Los Guayabos - San Antonio) - 4303 Carretera Secundaria Departamental (San Antonio - Maito) |
| 3602   | Tramo | Maito - Chaparral                             | - 3602 Carretera Secundaria Departamental |
| 3604   | Tramo | Saldaña - Purificación                        | - 3604 Carretera Secundaria Departamental |
| 3605   | Tramo | Sin definir                                   | - Carreteables no definidos (Purificación - Cabrera) - Carretera Inexistente (Cabrera - Cubarral) |
| 3606   | Tramo | San Luis de Yamanés - Cruce Ruta 65 (Granada) | - 36MT02 Carretera Secundaria Departamental (Cubarral - El Castillo) - 3606 Carretera Secundaria Departamental (El Castillo - Granada) |
| 36MT01 | Ramal | Ramal a Puerto Rico                           | - 65MT01 Carretera Secundaria Departamental |
| 36MT02 | Ramal | El Castillo - San Luis de Cubarral            | - 36MT02 Carretera Secundaria Departamental |
| 36TL01 | Ramal | Puracé - Coyaima - Castilla                   | - 36TL01 Carretera Secundaria Departamental |

## Municipios
Las ciudades y municipios por los que recorre la ruta son los siguientes (fondo azul: recorrido actual; Fondo gris: recorrido anterior o propuesto; texto en negrita: recorre por el casco urbano; texto azul: Ríos):
| Tramo | Municipio    | Recorrido                                                                                         | Departamento    |
| ----- | ------------ | ------------------------------------------------------------------------------------------------- | --------------- |
| 3601  | Buga         | Buga; La Granjita; Guadalejo; Río Guadalajara; La Magdalena; La Habana; Tres Esquinas; El Placer. | Valle del Cauca |
| 3601  | Tuluá        | Santa Lucía; Barragán; Río Bugalagrande.                                                          | Valle del Cauca |
| 3601  | Sevilla      | Límites Tolima.                                                                                   | Valle del Cauca |
| 3601  | Roncesvalles | Roncesvalles; Diamante.                                                                           | Tolima          |
| 3601  | San Antonio  | Los Guayabos (Cruce 4304 a Róvira); San Antonio.                                                  | Tolima          |
| 3601  | Chaparral    | Maito (Cruce 3601 a Bejuqueros).                                                                  | Tolima          |
| 3602  | Chaparral    | Maito; Chaparral.                                                                                 | Tolima          |
| 3602  | Chaparral    | Chaparral; Purace (Acceso 36TL01 a Castilla).                                                     | Tolima          |
| 3602  | Ortega       | Río tetuán; Olaya Herrera; Río Perualonso; Ortega.                                                | Tolima          |
| 3603  | Ortega       | Ortega; Río Ortega; Cucuana; Río Cucuana.                                                         | Tolima          |
| 3603  | San Luis     | Área Rural.                                                                                       | Tolima          |
| 3603  | Guamo        | Guamo                                                                                             | Tolima          |
| 3604  | Saldaña      | Saldaña                                                                                           | Tolima          |
| 3604  | Purificación | Purificación; Río Magdalena.                                                                      | Tolima          |
| 3605  | Cunday       | Área rural no definida                                                                            | Tolima          |
| 3605  | Villarica    | Área rural no definida                                                                            | Tolima          |
| 3605  | Cabrera      | Área rural no definida                                                                            | Cundinamarca    |
| 3605  | Sumapaz      | Área rural no definida                                                                            | Bogotá, D. C.   |
| 3605  | Cubarral     | Área rural no definida; Cubarral.                                                                 | Meta            |
| 3606  | Cubarral     | Cubarral; Puerto Ariari; Río Ariari;                                                              | Meta            |
| 3606  | Ariari       | El Dorado; Ariari; Pueblo Sánchez.                                                                | Meta            |
| 3606  | El Castillo  | Medellín del Ariari; El Castillo; Río Ariari.                                                     | Meta            |
| 3606  | Granada      | Granada (Cruce 65A02 )                                                                            | Meta            |

## Concesiones y proyectos
Actualmente la ruta no posee concesiones ni proyectos a la vista.